# Volmerange-lès-Boulay
Volmerange-lès-Boulay (deutsch Volmeringen) ist eine französische Gemeinde mit 553 Einwohnern (Stand 1. Januar 2022) im Département Moselle in der Region Grand Est (bis 2015 Lothringen).

## Geographie
Die Gemeinde liegt am rechten Ufer der Nied, etwa 22 Kilometer ostnordöstlich von Metz und vier Kilometer südwestlich von Boulay-Moselle (Bolchen).
Nachbargemeinden sind Hinckange (Heinkingen) im Norden, Helstroff (Helsdorf) im Südosten und Condé-Northen (Contchen-Northen) im Westen.

## Geschichte
Der Ort wurde 1147 erstmals als Wolmeringa erwähnt. Weitere überlieferte Ortsbezeichnungen sind Walemania (12. Jh.), Wolmerenges (12. Jh.),  Wormerengis (1186), Wolmeringesci (1228), Walmerange (1307),  Wermeranges (1310),  Wormeranges (1331), Wolmingen (1406) sowie Vollerange und Volerange (1680). Die Ortschaft gehörte früher zum Herzogtum Lothringen im Heiligen Römischen Reich.
Durch den Frankfurter Frieden vom 10. Mai 1871 kam das Gebiet von Frankreich an Deutschland und das Dorf wurde dem Kreis Bolchen im Bezirk Lothringen des Reichslandes Elsaß-Lothringen zugeordnet. Die Dorfbewohner betrieben Getreide-, Wein-, Tabak-, Obst- und Gemüseanbau.
Nach dem Ersten Weltkrieg musste die Region aufgrund der Bestimmungen des Versailler Vertrags 1919 an Frankreich abgetreten werden. Im Zweiten Weltkrieg war das Gebiet von der deutschen Wehrmacht besetzt, und das Dorf stand bis 1944 unter deutscher Verwaltung.
Die Bahnstrecke Courcelles–Téterchen (Courcelles an der Nied – Teterchen), die am 15. Juni 1873 eröffnet worden war und einen Haltepunkt südlich des Gemeindekerns hatte, wurde 1944 stillgelegt und abgebaut, nachdem sie durch Kriegseinwirkungen stark beschädigt worden war.

### Bevölkerungsentwicklung
| Jahr      | 1968 | 1975 | 1982 | 1990 | 1999 | 2009 | 2019 |
| Einwohner | 861  | 1024 | 1117 | 1389 | 403  | 577  | 566  |